# Адамовка (Дубенский район)
Ада́мовка (укр. Адамівка) — село в Радивиловской городской общине Дубенского района Ровненской области Украины.
До 2020 года входило в Радивиловский район.
Население по переписи 2001 года составляло 55 человек. Почтовый индекс — 35553. Телефонный код — 3633. Код КОАТУУ — 5625886902.